# Placas de identificação de veículos na Eslováquia
As placas de identificação de veículos na Eslováquia possuem distribuição regional pelos distritos (okres) e desde 1997, a matrícula (em eslovaco:  EČV, evidenčné číslo vozidla) normalmente possui sete caracteres no formato XX-NNNLL, onde XX é um código de duas letras correspondente ao distrito, NNN é um número de três dígitos de 001 a 999 e LL são duas letras (atribuídas alfabeticamente). 

## Formato
Existem três variedades que estão em uso: 
- Entre 1 de abril de 1997 e 30 de abril de 2004, as placas continham o brasão de armas da Eslováquia no canto superior esquerdo e o código do país SK no canto inferior esquerdo. Os dois identificadores de distrito foram separados das séries por um traço.[2]

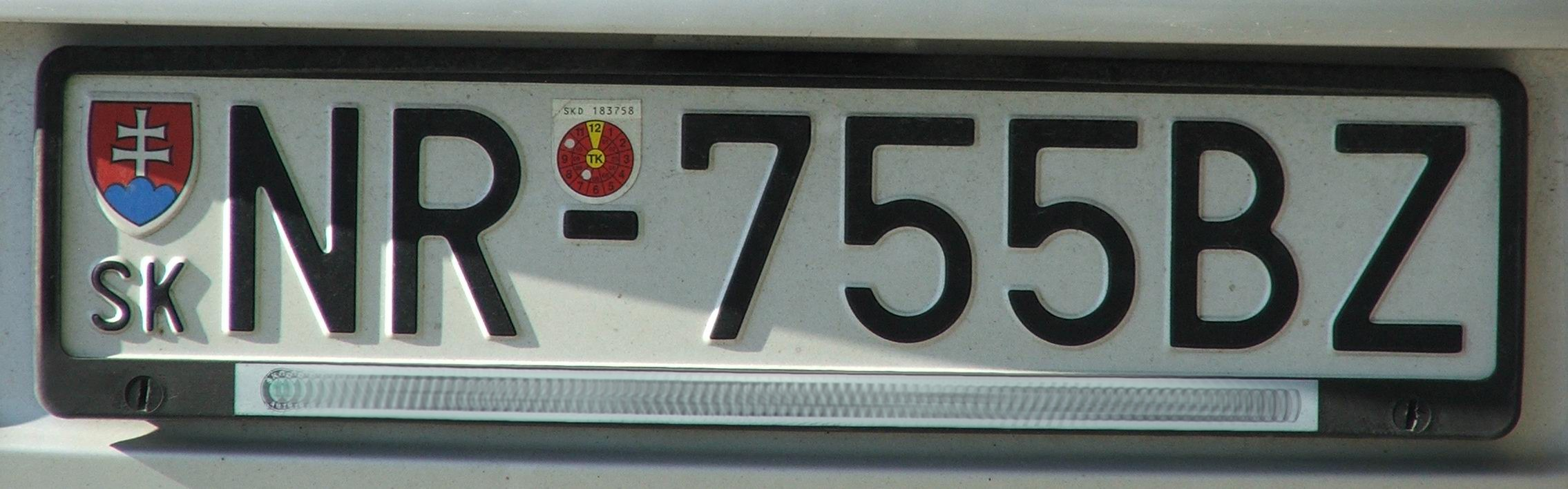
Um exemplo de placa eslovaca antes da entrada da Eslováquia na UE - NR representa o distrito de Nitra

- Em 1 de maio de 2004, a Eslováquia ingressou na União Europeia. A fim de harmonizar a aparência visual das placas do país com o restante da UE, o brasão eslovaco foi substituído pela chamada "eurobanda", uma barra azul vertical com a representação da bandeira europeia.[3] O código do país, SK, foi inserido na eurobanda. O número 0 e a letra O também foram diferenciados, o numeral é cortado por um risco, de forma semelhante à fonte alemã FE-Schrift, utilizada em vários países.

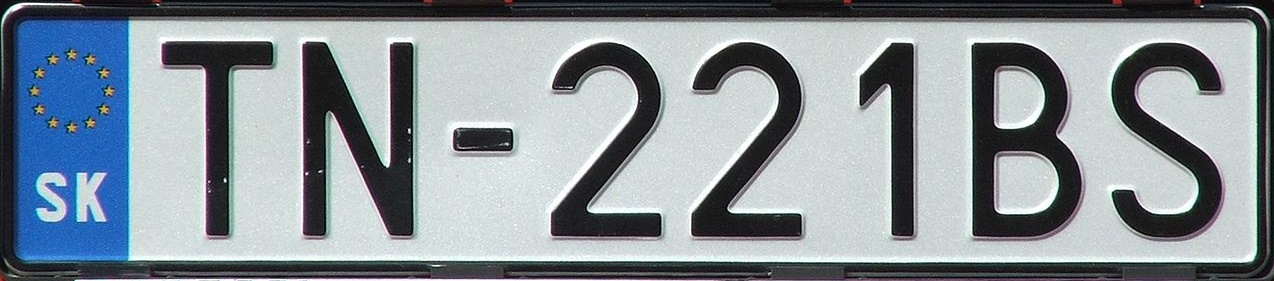
Um exemplo placa eslovaca logo após a entrada da Eslováquia na UE sem o brasão - TN representa o distrito de Trenčín

- O tipo mais recente é usado desde 1 de junho de 2006. O brasão eslovaco voltou às placas substituindo o traço, mantendo intacta a parte da UE.

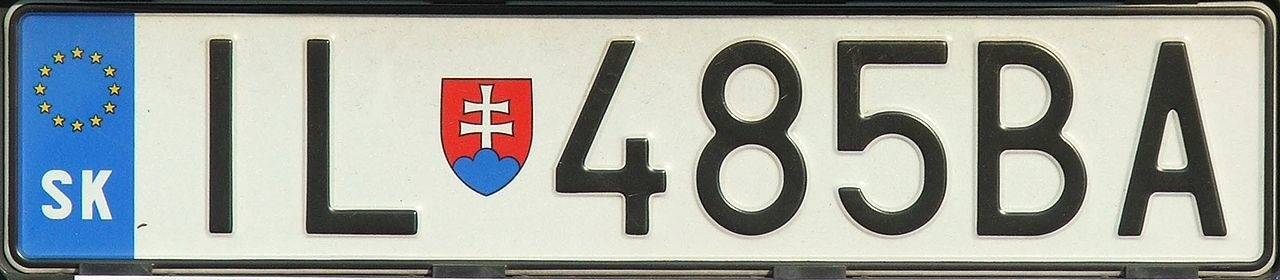
Um exemplo de chapa de matrícula eslovaca após a entrada da Eslováquia na UE com brasões - IL representa a distrito de Ilava

## Tipos

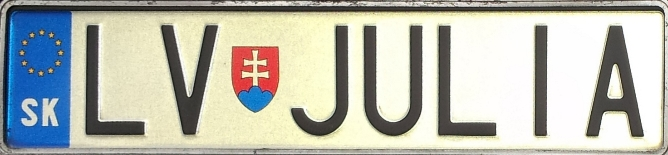
Placa personalizada

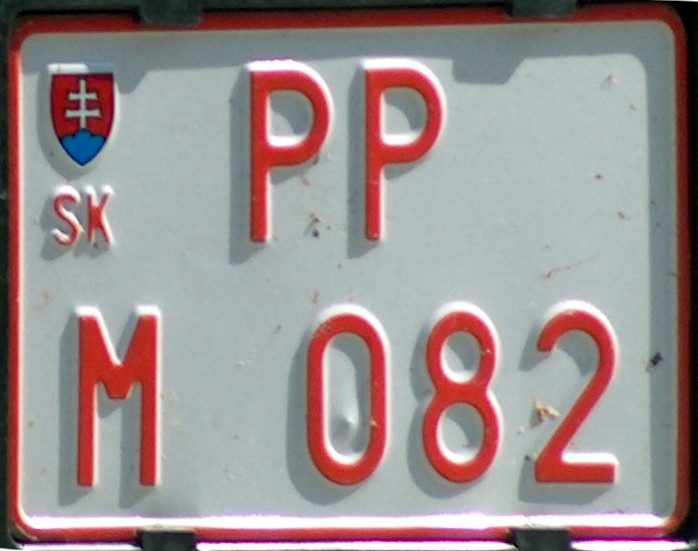
Placa de revendedor eslovaca

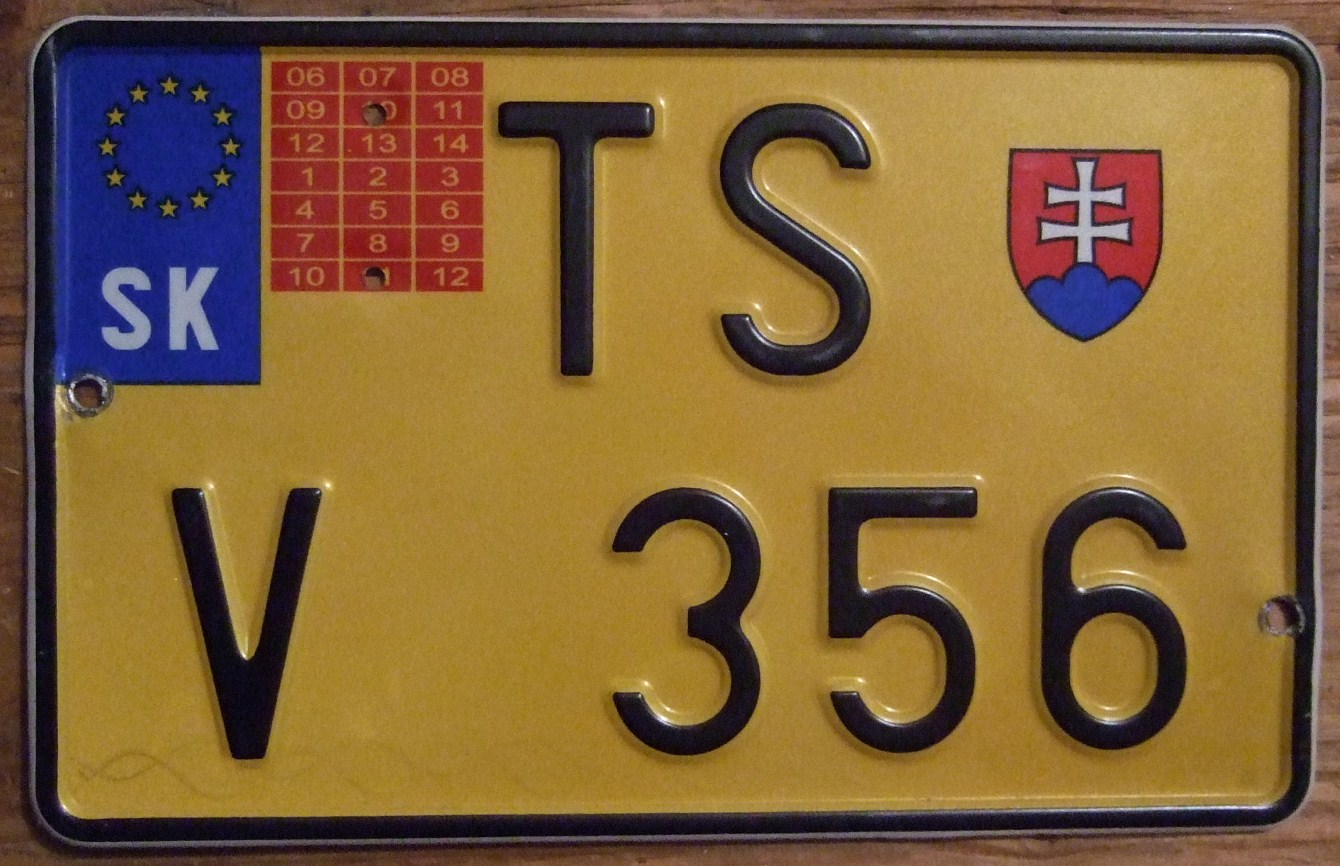
Placa temporária/de exportação

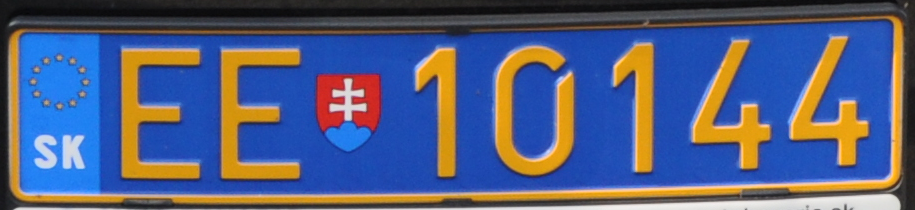
Placa diplomática

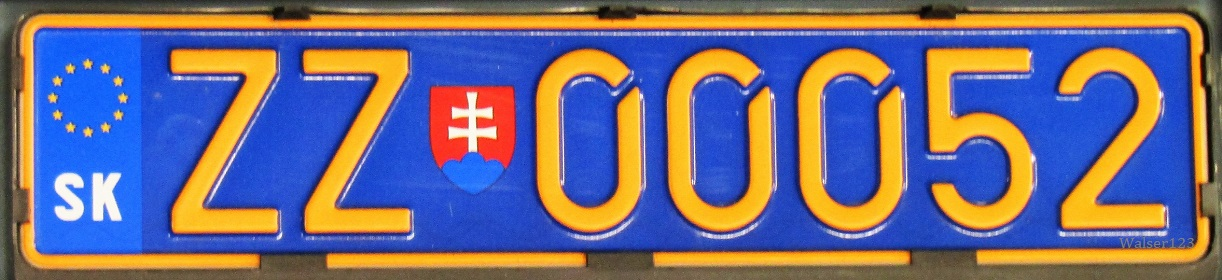
Placa diplomática

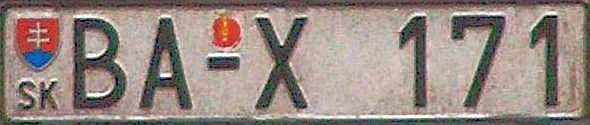
Placa de veículos oficiais

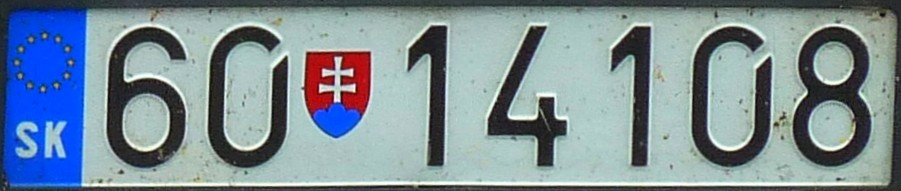
Placa para veículos militares

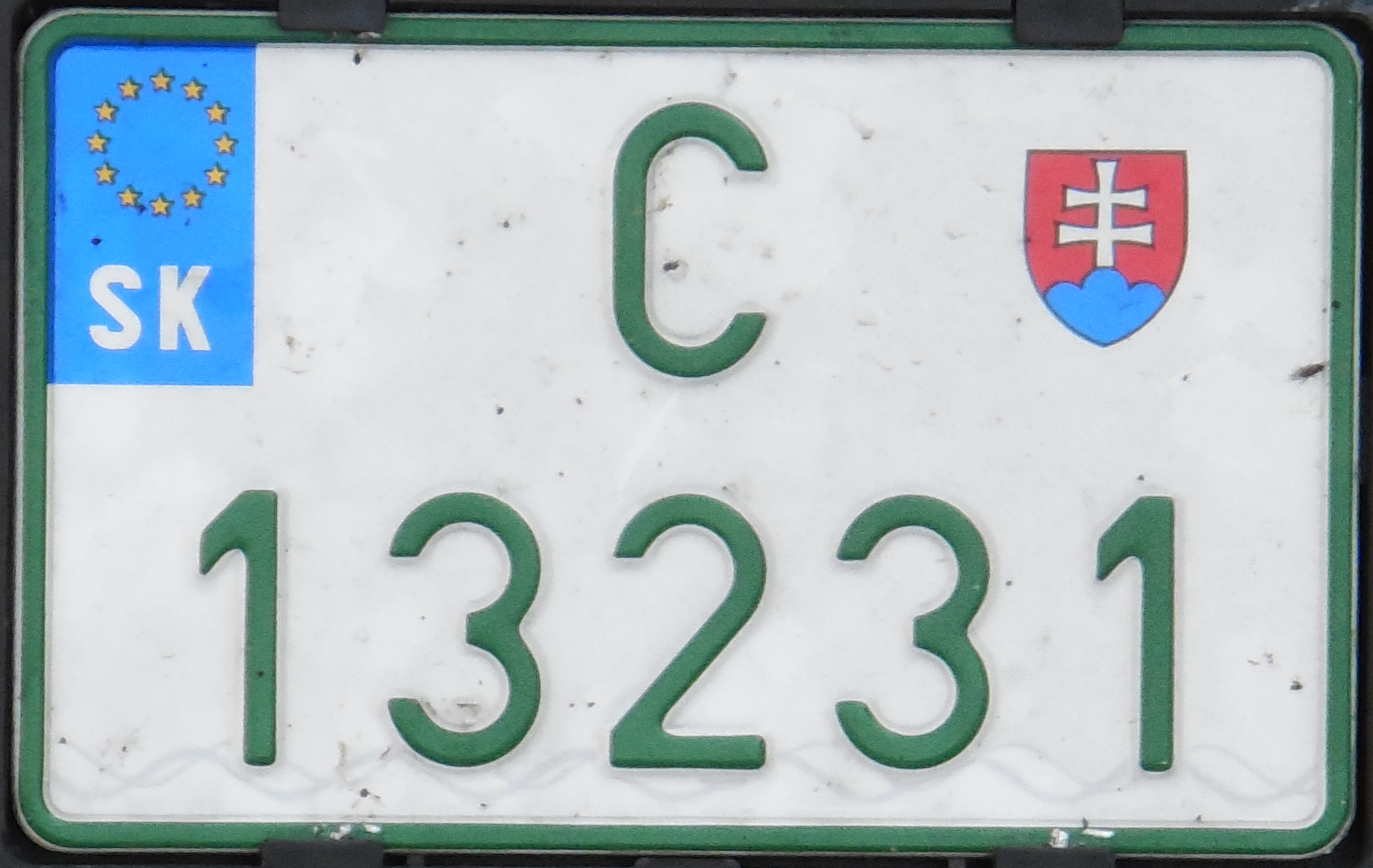
Placa de importação

- As placas regulares são as mais comuns. Elas contêm sete caracteres começando com o código do distrito (indicados) seguido por uma série alfanumérica de 3 dígitos e 2 letras. As séries numéricas usadas vão de 001 e 999. As séries de letras estão entre AA-XZ e ZA-ZZ. São usadas 24 letras (excluindo Q, W e letras eslovacas, como Š). O progresso da sequência se dá primeiramente pela parte numérica e depois pela parte alfabética: 001AA-002AA ... 999AA e 001AB-999AB. 999AZ é seguido por 001BA a 999BB etc.

Onde o espaço limitado do receptáculo o justifique, placas de duas linhas podem ser usadas em um veículo. 
- As placas de reboque seguem o formato das placas regulares - XX-NNNLL - exceto pelo fato de que neste caso a primeira letra da série é sempre Y. Os registros iniciariam, assim, 001YA, continuando de 999YA e 001YB a 999YZ. Qualquer construção de reboque automotivo, seja uma casa móvel ou semirreboque, pode usar essas placas.
- As placas de motocicletas seguem a mesma codificação e usam a mesma série das placas regulares. Por exemplo, o registro DS-125AC pode ser tanto uma placa regular para automóveis em geral, quanto uma placa de motocicleta. A única diferença é o seu tamanho. As motocicletas usam dois tamanhos diferentes, sendo ambos menores que o tamanho normal.
- Placas personalizadas são opcionais na Eslováquia por uma taxa extra, sendo emitidas desde 1998.[4] O formato deve incluir o código do distrito de duas letras e outros 5 caracteres nos formatos XX-LLLLL, XX-LLLLN ou LLLNN. Diferentemente dos demais tipos placa, é possível o uso de Q e W. As placas não podem exibir nenhuma mensagem política, religiosa ou ofensiva. Placas menores estão disponíveis para motocicletas.
- As placas de concessionários seguem o formato XX-LLNNN ou XX-L NNN e a primeira letra da série é sempre "M". Assim, os registros começariam com M001 e terminariam com M999. Em seguida, combinações com duas letras serão emitidas, a partir de MA001, continuando até MA999, depois MB001 e assim por diante até MZ999. As letras e os números nesta placa são vermelhos.
- As placa temporárias seguem o mesmo formato mencionado acima, mas a primeira letra de combinação é "V". Portanto, os registros começam com V001 e terminam com V999. Em seguida, duas letras serão emitidas, iniciando no VA001 e terminando com VA999, continuando com VB e assim por diante até VZ999. Essas placas têm fundo amarelo. Também estas placas tinham faixas vermelhas indicando a data de validade dessas placas.
- As placas diplomáticas têm o formato EE-NNNNN ou ZZ-NNNNN. Essas placas caracteres amarelos sobre fundo azul.
- As placas de veículos oficiais têm o formato XX-L NNN ou XX-NNN L, as letras seriais após o código do distrito serão sempre X.
- Placas militares têm o formato NN-NNNNN.
- As placas de importação possuem caracteres verdes, o formato C-NNNNN e um período de validade máximo de um ano.
- Veículos esportivos têm caracteres azuis e a letra serial será sempre S.

## Distritos

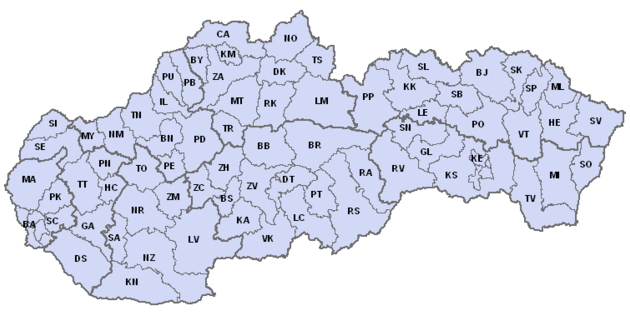
Distritos eslovacos

Existem 79 distritos na Eslováquia . Em 69 deles, o distrito recebe o código derivado no nome de sua principal cidade, incluída no distrito. Duas cidades, a capital Bratislava e Košice (KE), dividem-se em 5 e 4 distritos, respectivamente. Este fato não se reflete nas placas, apenas um código é usado. Além disso, Košice-okolie (KS) compreende uma área em torno de Košice (excluída a cidade em si) enquanto mantém sua sede na cidade. Cada distrito recebe pelo menos um código. Dez cidades, incluindo oito sedes da região ( kraj), recebem mais. Desde 18 de agosto de 2010, Bratislava registra placas com seu segundo código, BL. O Ministério do Interior da República Eslovaca realizou uma pesquisa no Facebook como reação à insatisfação pública dos habitantes de Bratislava com o código BD pretendido anteriormente. Como as combinações do código BL serão esgotadas em breve, outra pesquisa no Facebook foi organizada em novembro de 2018. Os participantes foram convidados a votar no próximo código em três rodadas (duas semifinais e uma final). 89% optaram pelo código BT em vez de BE. . Bratislava é o único okres a fazê-lo e permanecerá nessa posição por anos, já que Košice, a vice-campeã, só alcançou a série ML a partir de agosto de 2019. 
| Código                 | Distrito             |
| ---------------------- | -------------------- |
| BA, BD, BE, BI, BL, BT | Bratislava           |
| BB, BC, BK             | Banská Bystrica      |
| BJ                     | Bardejov             |
| BN                     | Bánovce nad Bebravou |
| BR                     | Brezno               |
| BS                     | Banská Štiavnica     |
| BY                     | Bytča                |
| CA                     | Čadca                |
| DK                     | Dolný Kubín          |
| DS                     | Dunajská Streda      |
| DT                     | Detva                |
| GA                     | Galanta              |
| GL                     | Gelnica              |
| HC                     | Hlohovec             |
| HE                     | Humenné              |
| IL                     | Ilava                |
| KA                     | Krupina              |
| KE, KC, KI             | Košice               |
| KK                     | Kežmarok             |
| KM                     | Kysucké Nové Mesto   |
| KN                     | Komárno              |
| KS                     | Košice-okolie        |
| LC                     | Lučenec              |
| LE                     | Levoča               |
| LM                     | Liptovský Mikuláš    |
| LV, LL                 | Levice               |
| MA                     | Malacky              |
| MI                     | Michalovce           |
| ML                     | Medzilaborce         |
| MT                     | Martin               |
| MY                     | Myjava               |
| NR, NI, NT             | Nitra                |
| NM                     | Nové Mesto nad Váhom |
| NO                     | Námestovo            |
| NZ, NC                 | Nové Zámky           |
| PB                     | Považská Bystrica    |
| PD                     | Prievidza            |
| PE                     | Partizánske          |
| PK                     | Pezinok              |
| PN                     | Piešťany             |
| PO, PV, PS             | Prešov               |
| PP                     | Poprad               |
| PT                     | Poltár               |
| PU                     | Púchov               |
| RA                     | Revúca               |
| RK                     | Ružomberok           |
| RS                     | Rimavská Sobota      |
| RV                     | Rožňava              |
| SA                     | Šaľa                 |
| SB                     | Sabinov              |
| SC                     | Senec                |
| SE                     | Senica               |
| SI                     | Skalica              |
| SK                     | Svidník              |
| SL                     | Stará Ľubovňa        |
| SN                     | Spišská Nová Ves     |
| SO                     | Sobrance             |
| SP                     | Stropkov             |
| SV                     | Snina                |
| TT, TA, TB             | Trnava               |
| TN, TC, TE             | Trenčín              |
| TO                     | Topoľčany            |
| TR                     | Turčianske Teplice   |
| TS                     | Tvrdošín             |
| TV                     | Trebišov             |
| VK                     | Veľký Krtíš          |
| VT                     | Vranov nad Topľou    |
| ZA, ZI, ZL             | Žilina               |
| ZC                     | Žarnovica            |
| ZH                     | Žiar nad Hronom      |
| ZM                     | Zlaté Moravce        |
| ZV                     | Zvolen               |

## Sistema anterior

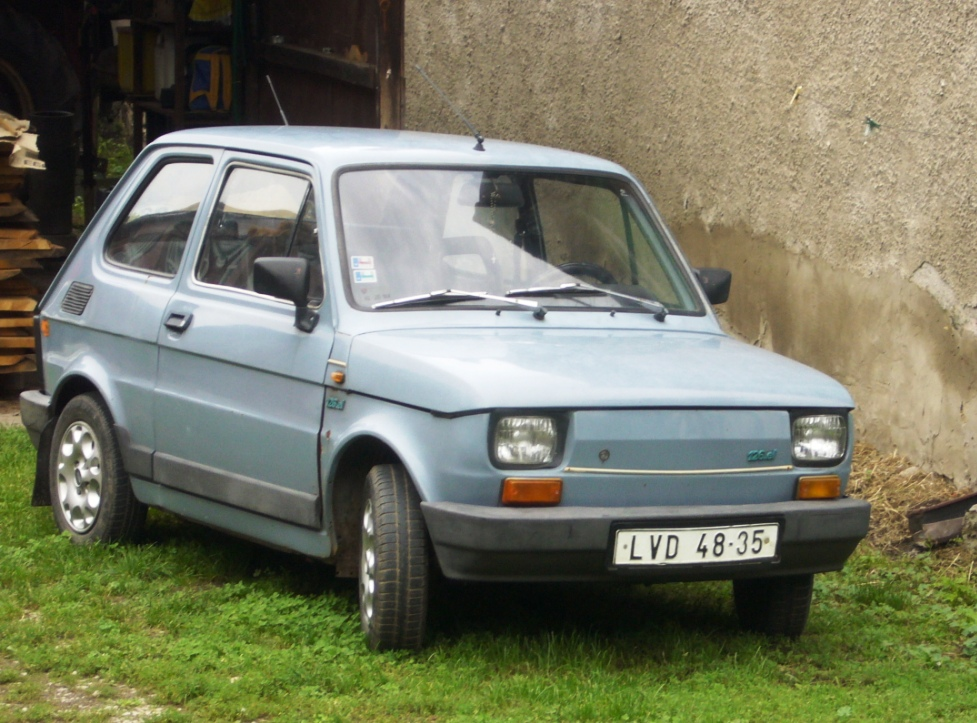
Fiat 126 com placa indicando o registro no distrito de Levice (1994-1997)

O sistema mais antigo (eslovaco: ŠPZ, štátna poznávacia značka ) com os formatos XX NN-NN ou XXY NN-NN - foi emitido até 30 de março de 1997. Todos esses registros expiraram em 1 de janeiro de 2005; veículos que não haviam se registrado no novo sistema deixaram de ser permitidos nas vias públicas. 